# Mimetus monticola
Mimetus monticola är en spindelart som först beskrevs av John Blackwall 1870.  Mimetus monticola ingår i släktet Mimetus och familjen kaparspindlar. Inga underarter finns listade i Catalogue of Life.